# Cashmere Mafia
Cashmere Mafia (pt: Máfia de Saltos Altos) foi uma série de televisão norte-americana de 2008, da ABC. A série teve apenas uma temporada com 7 episódios, tendo sido cancelada pela ABC.
Foi emitida originalmente entre 6 de Janeiro de 2008 e 20 de Fevereiro de 2008. A série estreou em Portugal no canal FOX Life em Setembro de 2008.

## Enredo
Máfia de Saltos Altos, são as aventuras na cidade de Nova Iorque de quatro amigas que se conheceram no tempo de escola, e que são agora quatro mulheres ambiciosas de Manhattan - Zoe Burden, Mia Mason, Juliet Draper e Caitlin Down.

## Personagens

### Principais
- Lucy Liu: Mia Mason — é editora e está a crescer dentro do grupo que publica a revista.
- Frances O'Connor: Zoe Burden — é directora de Investimentos, no maior banco do sector, e a sua maior dificuldade é equilibrar as exigências da sua carreira com a de esposa e de mãe.
- Miranda Otto: Juliet Draper — é a chefe de operações de uma importante cadeia de hotéis luxuosos.
- Bonnie Somerville: Caitlin Dowd — é uma executiva brilhante numa empresa de cosméticos o que contrasta com a sua vida romântica pouco satisfatória.
- Peter Hermann: Davis Draper — um gerente, ex-marido de Juliet.
- Julian Ovenden: Eric Burden — arquitecto, marido de Zoe.